# معركة قمة المدينة
معركة قمة المدينة كانت معركة دبابات في 27 فبراير 1991 خلال حرب الخليج الثانية بين الفرقة المدرعة الأولى الأمريكية واللواء الثاني للحرس الجمهوري العراقي الشعبة المضيئة خارج البصرة بالعراق. اللواء الثالث الأمريكي فرقة المشاة الثالثة كان أيضا مساهما رئيسيا. كما شاركت فرقة عدنان الآلية للمحركات العراق. يذكر أن قمة المدينة في العراق هو اسم القوات الأميركية التي أعطت ارتفاع منخفض طوله سبعة أميال تقريبا (11 كيلو متر).
اعتبر البعض هذه المعركة بأنها المعركة الأكبر للدبابات في الحرب وأكبر معركة للدبابات في التاريخ الأمريكي التي شنت على مدار ساعتين تقريبا. مصادر أخرى تسردها بأنها خامس أكبر معركة في تاريخ الولايات المتحدة وثاني أكبر معركة للدبابات في حرب الخليج الثانية من بعد معركة نورفولك. وقعت المعركة غرب خط المرحلة الكيوي شرق خط المرحلة سماش وشمال خط المرحلة العنب. خطوط المرحلة هي مراجع الخرائط التي تحدث كل بضعة كيلومترات المستخدمة لقياس التقدم المحرز في عملية هجومية.

## التاريخ
كانت الفرقة المدرعة الأولى بقيادة اللواء رون غريفيث تتكون من حوالي 3 آلاف مركبة من بينها 348 دبابة من طراز إم1 أبرامز. فرقة الفرسان المدرعة سرب الفرسان قاموا بالاتصال مع شعبة المدينة وأبلغ قائد الفرقة عن موقع قوات العدو. اللواء الثاني من الفرقة المدرعة الثانية شهد عمل كبير في هذه المعركة وكان بقيادة العقيد مونتغمري ميغس (حفيد الفريق الأول مونتغمري سي ميغس الذي اشتهر بمشاركته في الحرب الأهلية الأمريكية) بينما اللواء الثالث من فرقة المشاة الثالثة بقيادة العقيد جيمس رايلي الذي حل محل اللواء الأول من الفرقة المدرعة الأولى خلال الحرب وكان أيضا مشاركا كبيرا في المعركة.
كانت معركة قمة المدينة إحدى المعارك القليلة خلال عملية عاصفة الصحراء التي واجهت فيها القوات الأمريكية مقاومة عراقية كبيرة ووجدت صعوبة بالغة في التقدم. كانت القوات العراقية منتشرة بشكل جيد بحيث لم تتمكن القوات الأمريكية من رؤيتها حتى بعد أن طهرت الجزء العلوي من الخط. كان القصد من هذا موقع المنحدر (وهو عكس الميل) هو إعطاء العراقيين الحماية من النيران القوية طويلة المدى المباشرة من دبابات إم1 أبرامز ومركبات المشاة القتالية برادلي.
خلال المعركة دمرت القوات الأميركية 186 دبابة عراقية (معظمها من طراز تي-72 المصدرة وأسد بابل والعتيقة الطراز 69) و127 مدرعة. أصيبت أربعة دبابات فقط من أبرامز بالنيران المباشرة. تشير الأدلة إلى أن بعضهم أصيب بنيران تي-72 العراقية. أكدت تقارير المقذوفات كذلك هذا فضلا عن الأدلة المادية مثل الثقوب الواضحة. تم فقدان الأربعة جميعا. دمرت ثمانية وثلاثين دبابة عراقية من قبل مروحيات إيه إتش-64 أباتشي من القوات البرية للولايات المتحدة وطائرات إيه-10 ثاندر بولت الثانية من القوات الجوية الأمريكية. قامت فرقة المدفعية الميدانية الخامسة والسبعين وبطارية ب والمدفعية الميدانية الخامسة والعشرين وبطارية الاستحواذ المستهدفة للشعبة بمهام تدمير مضاد الطائرات وكتائب المدفعية الميدانية في هذه العملية. الكتيبة الثانية وفوج المدفعية الميدانية الأولى شاركا في نهاية المطاف في هذه البعثات المضادة.
في 25 فبراير سار اللواء الثالث من فرقة المشاة الثالثة 113 كيلو متر للاشتباك وتدمير عناصر فرقة المشاة السادسة والعشرين مما أدى إلى القبض على 299 أسير حرب. في 26 فبراير أمر اللواء الثالث بمهاجمة الشرق للاشتباك مع قيادة قوات الحرس الجمهوري العراقي وتدميرها في المنطقة. بدأ اللواء الثالث حركة عدوانية ومستمرة في الاشتباك الذي غطى 74 كيلو متر في 12 ساعة بينما كان يقاتل في عدة اشتباكات طوال النهار والليل مع عناصر من الفرقة 52 المدرعة والسابعة عشر وتوكلنا. أثناء الاشتباك مع شعبة توكلنا دمر اللواء 27 دبابة سوفيتية من طراز تي-72 التي كانت قد أنشأت دفاع متسارع لتغطية انسحاب القوات العراقية من ساحة العمليات الكويتية.
مع ازدياد الهجوم فإن الكتيبة 6 المشاة السادسة والكتيبة الأولى والدروع 35 والكتيبة الثانية والدروع 70 والكتيبة الرابعة والدروع 70 والكتيبة الثانية والمدفعية الميدانية الأولى وكتيبة الدعم 47 واللواء الثاني والفرقة المدرعة الأولى كانوا بمثابة اللواء الرائد أثناء العمليات القتالية. في 27 فبراير شارك اللواء الثاني بالكامل مع اللواء الثاني في المدينة وفي أكبر مشاركة واحدة في الحرب وتم تدمير 61 دبابة عراقية من طراز تي-72 / تي-55 و34 دبابة وخمسة من منظومات للدفاع الجوي في أقل من ساعة واحدة.
في 27 فبراير أمر اللواء الثالث بفرقة المشاة الثالثة بالانتقال إلى عمليات متابعة للاشتباك مع قوات المنطقة وتدميرها. في الوقت الذي هاجم فيه اللواء وقاتل من خلال شعبة عدنان فقد تم تأمين قاعدة لوجيستية كبرى التي قبضت على 465 أسير والاشتباك مع شعبة المدرعة التي عززتها عناصر من أربع شعب عراقية أخرى. تبع ذلك معركة ضارية بلغت ذروتها في تدمير 82 دبابة و31 ناقلة جنود مدرعة و11 قطعة مدفعية و48 شاحنة و3 مدافع والقبض على 72 أسير مع فقدان سيارتي برادلي وجرح 30 جندي ومقتل جندي واحد.
أثناء القيام بعمليات هجومية ضد قيادة قوات الحرس الجمهوري العراقي. اللواء الثالثة من الفرقة المدرعة الأولى خاضت على الجناح الأيمن للشعبة حيث قاد الهجوم الرئيسي في الفيلق ضد الحرس الجمهوري. انتهى بتدمير فرقة اللواء الثوري وانضمام اللواء الثالث إلى الشعبة التي انتقلت إلى عمليات المتابعة والاستمرار في شن هجومها شرقا. بتنفيذ حركة عدوانية ومستمرة خاض اللواء الثالث العديد من الاشتباكات. اشتبك اللواء مع كتيبة للدبابات تدافع عن الجناح الغربى لقاعدة لوجيستكس الرئيسية. سار اللواء الثالث من الفرقة المدرعة الأولى شرقا بمعدل 15 كيلومترا في الساعة. في 24 ساعة من القتال المستمر تقريبا دمر اللواء الثالث أو استولت على 547 مركبة منها 102 دبابة و81 ناقلة جنود مدرعة و34 قطعة مدفعية و15 بندقية والاستيلاء على مئات الأطنان من الإمدادات و528 أسير. أكمل اللواء الثالث هذا العمل المثالي دون فقدان جندي أو مركبة واحدة مع جرح ثلاثة جنود فقط.
قامت طائرات الطيران المدرعة الأولى بتسعة وثلاثين ساعة متتالية من العمليات القتالية المتواصلة وتناوبت المجموعات داخل وخارج المعركة قبل وبعد الاشتباكات في معركة قمة المدينة. واصلت المروحيات الهجومية التدمير المستمر أمام الشعبة والاشتباك مع أهداف وسرعان ما يتم تحويل تركيزها وقوتها القتالية إلى السيناريو المطلوب. بدأت المعركة الأخيرة للواء عندما سعت الشعبة إلى إزالة منطقة تقدمها إلى الحدود الكويتية قبل وقف إطلاق النار الوشيك.
على الرغم من أن العراقيين استخدموا تكتيكا دفاعيا صحيحا من خلال نشر دروعهم وراء التلال إلا أن ذلك لم يتكرر بشكل صحيح خلال بقية الحرب. في إحدى الحوادث حاول قائد عراقي تكرار ما حدث في المدينة لكنه نشر عن طريق الخطأ دروعه بعيدا جدا عن الخط. أعطى هذا الوحدات الأمريكية اليد العليا حيث تخصصت دبابات أبرامز في القتل من مسافات طويلة. دروع تشوبهام قاومت للغاية للنيران بعيدة المدى. كما أدت ميزة الارتفاع الأمريكي أيضا إلى خفض المدى الفعال للدبابات العراقية وقدمت للمسلحين العراقيين وضعا يستهدفهم كما لو كانوا متدربين.
ومع ذلك كان العراقيون قد قاتلوا بقوة وأسقطوا طائرة صاعقة من طراز أيه-10 ثاندربولت إي ومروحتين من طراز أباتشي مما تسبب في الكثير من الارتباك بين المهاجمين الذين أجبروا القائد الأمريكي على أن يأمر جميع كتائبه المدرعة بالانسحاب إلى مكان آمن قبل نهاية القتال.
معظم الوحدات التابعة للفرقة المدرعة الأولى واللواء الثالث من فرقة المشاة الثالثة منحت جائزة فالوروس أونيت.
في أوائل أبريل 1991 أعرب العقيد مونتغومري ميغس قائد اللواء الثاني التابع للفرقة المدرعة الأولى عن احترامه لشعبة المدينة القديمة للعدو عندما أفاد بأن «هؤلاء الرجال بقوا وقاتلوا». «كان لدى الأميركيين أكثر من 100 دبابة قتالية في متناول اليد أي نفس العدد الإجمالي للدبابات في القوة العراقية ولكن الأمريكيين كان لهم بعض المزايا الجديرة بالملاحظة على العراقيين مثل طائرات الهليكوبتر الهجومية والطائرات المضادة للدبابات من طراز أيه-10. لم يكن لدى العراقيين طائرات دعم».

## فرقة العمل 1-37
في فترة قصيرة مدتها ستة أشهر خلال عامي 1990 و1991 تم تنبيه الكتيبة الأولى من المدرعات 37 لنشرها في عملية درع الصحراء / عملية عاصفة الصحراء ونشرت جميع أفرادها ومعداتها على مسافة تزيد على ثلاثة آلاف ميل (4800 كيلو متر) في الموقع وخاضت معركة كبيرة ضد عدو مجهزة تجهيزا جيدا على التضاريس التي لم يتدرب عليها ومن ثم تم إعادة نشر الوحدة إلى محطتها الرئيسية.
تم تنبيه الكتيبة الأولى من المدرعة 37 (الفرقة المدرعة الأولى) من ثكنات روز بفيليسيك في ألمانيا بقيادة المقدم إدوارد ل. ديير لنشرها في الخليج العربي في 8 نوفمبر 1990. درع 1-37 كان أول وحدة لواء من فيليسيك تنشر. ارتبط درع لواء «البلدغ» الثالث من ثكنات وارنر في بامبرغ بألمانيا بقائدهم العقيد دانيال زانيني. انتشرت فرقة صغيرة في 14 ديسمبر وبدأت الهيئة الرئيسية في المغادرة في 26 ديسمبر. بحلول 30 ديسمبر وصلت الكتيبة إلى المملكة العربية السعودية. بدأت المركبات والمعدات التي شحنت من الموانئ في أوروبا تصل في 4 يناير وبحلول 12 يناير وصلت جميع المعدات. عندما بدأت الأعمال القتالية في 15 يناير 1991 كانت الكتيبة بصدد إغلاق العناصر الأخيرة. في الشهر التالي تم إمضاء الوقت في التنظيم والتدريب والتدرب والاستعداد للحرب البرية.
في 24 فبراير عبرت فرقة العمل 1-37 خط المغادرة كجزء من هجوم الفيلق ضد القوات العراقية. في 25 فبراير هاجمت الكتيبة مقر شعبة فرقة المشاة السادسة والعشرين العراقية وقامت بتدمير أربع مدرعات وثمانية أسلحة للدفاع الجوي وألقت القبض على أكثر من أربعين أسير حرب معاديين. بعد الهجوم في 26 فبراير اشتبكت فرقة العمل 1-37 وهي جزء من اللواء الثالث من الفرقة المدرعة الأولى بلواء من فرقة توكلنا المدرعة التابعة لقيادة قوات الحرس الجمهوري التي أنشأت موقعا دفاعيا لحماية الجناح من الحرس الجمهوري وتسهيل هروبهم من الكويت. بعد قتال لمدة ثلاثين دقيقة أمرت فرقة العمل 1-37 بالاعتداء على مواقع العدو. أسفر الهجوم الذي أجري في الليل أثناء هطول الأمطار القيادة على تدمير ستة وعشرين دبابة من طراز تي-72 و47 ناقلة جنود مدرعة (معظمها دبابات بي إم بي-1) وحفنة من المركبات الأخرى فضلا عن الاستيلاء على أكثر من مائة من عمال المنازل. عانت فرقة العمل 1-37 من فقدان أربعة دبابات أبرامز جراء تدميرها وأصيب ستة أفراد في الاشتباك. بعد التوحيد وإعادة التنظيم واصلت فرقة العمل الهجوم طوال ليلة 26-27 فبراير وإعادة الاشتباك مع الحرس الجمهوري في حوالي الساعة 0530 من يوم 27 فبراير. واصلت فرقة العمل الهجوم واشتبكت عدة مرات مع عناصر من انقسامات عراقية متعددة طوال يوم 27 وصباح 28 فبراير. في الساعة 0800 بالتوقيت المحلي من يوم 28 فبراير أنشأت فرقة العمل موقعا دفاعيا على عجل على الحدود العراقية الكويتية. خلال 28 ساعة الأخيرة من الهجوم دمرت قوات فرقة العمل 137 31 دبابة إضافية وواحد وثلاثون دبابة بي إم بي-1 والعديد من ناقلات الجنود المدرعة وأسلحة الدفاع الجوي والشاحنات وقبضت على أكثر من 200 أسير.
بعد أربعة أيام من وقف إطلاق النار تحركت فرقة العمل 1-37 تسعة أميال (14 كيلو متر) إلى الكويت. اشتبكت بعثتان لتدمير أسلحة وذخائر ومعدات إضافية للعدو ودفن البقايا واستعادة دبابات إم1 أبرامز الأربعة التي دمرت في 26 فبراير.
في 24 مارس عادت قوات فرقة العمل 1-37 إلى العراق وأقامت موقعا دفاعيا بالقرب من حقول النفط في الرميلة. خلال الأسابيع الثلاثة المقبلة ركزت بعثات فرقة العمل على مساعدة اللاجئين وعمليات الأمن. في 10 أبريل بدأت فرقة العمل في التحرك إلى منطقة التجمع الخلفي بالقرب من مدينة الملك خالد العسكرية بالمملكة العربية السعودية. بحلول 13 أبريل اقتربت فرقة العمل من منطقة التجمع الخلفي وبدأت الأعمال التحضيرية لإعادة نشر الوحدة إلى ألمانيا.
في 16 أغسطس 1991 أعيد تصميم اللواء الأول من الفرقة المدرعة الأولى كفرقة ثلاثية الأبعاد من فرقة مشاة ثلاثية الأبعاد.

## اللواء الثاني من فرقة المدرعة الأولى
تم احتواء اللواء الثاني من الفرقة المدرعة الأولى في العمل في الفترة من 26 إلى 28 فبراير 1991 في حين شنت عمليات هجومية ضد قيادة قوات الحرس الجمهوري العراقي أثناء عملية عاصفة الصحراء. اللواء الأكبر تألف من الكتيبة 6 والمشاة 6 من الكتيبة الأولى والدروع 35 من الكتيبة الثانية والدرع 70 من الكتيبة الرابعة والدرع 70 من الكتيبة الثانية والمدفعية الميدانية الأولى وكتيبة الدعم 47 (الأمامية) حيث أن اللواء الثاني قاد الفرقة الأولى في أكبر معركة دبابات ضد قيادة قوات الحرس الجمهوري. طوال العملية برمتها أثبت اللواء الأول مثابرة ومهنية شجاعة. كانت أعمال اللواء الثاني من الفرقة المدرعة الأولى متماشية مع أعلى تقاليد الخدمة العسكرية وتعكس ائتمانا كبيرا على أنفسهم وجيش الولايات المتحدة.

## اللواء الثاني من الوحدة المدرعة الأولى
- اللواء 2، شعبة المدرعة 1
- الكتيبة السادسة، المشاة السادسة
- الكتيبة الأولى، الدروع 35
- الكتيبة الثانية، الدرع 70
- الكتيبة الثانية، المدفعية الميدانية الأولى
- كتيبة الدعم 47
- الكتيبة الرابعة، الدرع 70[11]

## اللواء الثالث من الفرقة المدرعة الأولى
تميز اللواء الثالث من الفرقة المدرعة الأولى بالعمل في الفترة من 24 إلى 28 فبراير 1991 أثناء قيامه بعمليات هجومية ضد قيادة قوات الحرس الجمهوري العراقية أثناء عملية عاصفة الصحراء. خاض اللواء على الجناح الأيمن للشعبة حيث قاد الهجوم الرئيسي في الفيلق ضد الحرس الجمهوري. أكمل تدمير لواء الحرس الجمهوري حيث انضم اللواء الثالث مرة أخرى إلى الشعبة التي انتقلت إلى عمليات متابعة واستمرت في شن هجومها شرقا. بتنفيذ حركة عدوانية ومستمرة فإن اللواء الثالث خاض العديد من الاشتباكات. اشتبك اللواء مع كتيبة للدبابات تدافع عن الجناح الغربى لقاعدة لوجيستكس الرئيسية. بمهاجمة جميع الكتائب الثلاث على الخط فقد تبخر العدو أمام اللواء وتم تدمير عشر عربات مدرعة في الدقيقة الأولى من المعركة. استمر هجوم اللواء الدؤوب طوال اليوم وفي الليل حيث تسابق شرقا بمعدل 15 كيلومترا في الساعة. خلال 24 ساعة من القتال المستمر تقريبا دمر اللواء 547 مركبة منها 102 دبابة و81 ناقلة جنود مصفحة و34 قطعة مدفعية و15 بندقية من طراز أيه أيبه أيه والاستيلاء على مئات الأطنان من الإمدادات و528 أسير. أكمل اللواء هذا العمل المثالي دون فقدان جندي أو مركبة واحدة باستثناء جرح ثلاثة فقط. من خلال شجاعتهم المثابرة والمهنية فإن اللواء الثالث عكس إجراءات الائتمان على أنفسهم وجيش الولايات المتحدة.

## وحدات اللواء الثالث من الفرقة المدرعة الأولى
- الرئيسي: اللواء 3، الفرقة المدرعة الأولى
- الكتيبة الأولى، الدرع 37
- الكتيبة 3، الدرع 35
- الكتيبة السابعة، المشاة السادسة
- الكتيبة 3، المدفعية الأولى
- كتيبة الدعم 125[11]

## اللواء الثالث من فرقة المشاة الثالثة
للخدمة المتميزة للغاية كلواء حرس متقدم من الفرقة المدرعة الأولى خلال العمليات الهجومية ضد قيادة قوات الحرس الجمهوري العراقي خلال عملية عاصفة الصحراء من 24 إلى 28 فبراير 1991. كلواء مرافق يتكون من المشاة 1/7 والمشاة 4/7 والمدرعات 4/66 والفرسان 1/1 والمدفعية 2/41 والكتيبة الميكانيكية 16 وكتيبة الدعم الأمامية 26 قاد اللواء الهجوم الرئيسي للفيلق ضد الحرس الجمهوري. في 25 فبراير تحرك اللواء 113 كيلو متر للاشتباك لتدمير عناصر فرقة المشاة السادسة والعشرين مما أسفر عن القبض على 299 من أسرى الحرب المعادين. في 26 فبراير أمر اللواء بالهجوم شرقا للاشتباك وتدمير الحرس الجمهوري في المنطقة. بدأ اللواء الثالث في القيام بحركة عدوانية ومستمرة في الاشتباك الذي غطى 74 كيلو متر في 12 ساعة بينما كان يقاتل في العديد من الاشتباكات طوال النهار والليل مع عناصر من الأقسام 52 و17 وعدنان وتوكلنا. أثناء أحد الاشتباكات مع شعبة توكلنا دمر اللواء 27 دبابة من طراز تي-72 السوفياتية الصنع التي قامت بدفاع متسرع لتغطية انسحاب القوات العراقية من ساحة العمليات الكويتي. في 27 فبراير أمر اللواء الثالث بالانتقال إلى عمليات السعي لإقامة اشتباكات مع القوات في المنطقة وتدميرها. في الوقت الذي هاجم فيه اللواء وقاتل شعبة عدنان فقد تم القبض على 465 أسير والاشتباك مع شعبة المدينة المدرعة التي تم تعزيزها من قبل عناصر من أربع شعب عراقية أخرى. تلا ذلك معركة ضارية بلغت ذروتها في تدمير 82 دبابة و31 ناقلة جنود مدرعة و11 قطعة مدفعية و48 شاحنة و3 مدافع من طراز أيه أيه أيه وقبضت على 72 أسير مع فقدان سيارتي برادلي وجرح 30 ومقتل 1. من خلال اثبات مثابرتهم ومهنيتهم الشجاعة فإن وحدات اللواء جلبت ائتمانا كبيرا على أنفسهم وشعبة المشاة وجيش الولايات المتحدة.

## وحدات اللواء الثالث من فرقة المشاة الثالثة
- الرئيسي: اللواء الثالث، فرقة المشاة الثالثة
- السرب الأول، الفرسان الأولى
- الكتيبة الأولى، المشاة السابعة
- كتيبة الثانية، المدفعية الميدانية 41
- الفصيلة الثانية، مجموعة الشرطة العسكرية 218
- الفصيلة الثالثة، مجموعة الشرطة العسكرية 501
- الفصيلة الثالثة، البطارية ج، الكتيبة السادسة، مدفعية الدفاع الجوي الثالثة
- الكتيبة الرابعة، المشاة السابعة (بدون المجموعة د)
- الكتيبة الرابعة، الدرع 66
- كتيبة الدعم الأمامية 26
- البطارية أ، الكتيبة السادسة، مدفعية الدفاع الجوي الثالثة
- المجموعة أ، الكتيبة الأولى، الدروع 35
- المجموعة ب، كتيبة المهندسين السادسة عشر
- المجموعة ب، كتيبة الإشارة 141
- المجموعة ب، كتيبة المهندس 54
- المجموعة د، كتيبة المهندسين 16
- فريق الشؤون المدنية، مفرزة الشؤون المدنية 401
- المخابرات المضادة، فريق أسير الحرب، كتيبة المخابرات العسكرية 501
- استطلاع المراقبة الأرضية، كتيبة الاستخبارات العسكرية 501
- فصيلة إزالة التلوث النووي والبيولوجي والكيميائي، الكتيبة الكيميائية 69
- فصيلة الاستطلاع النووية والبيولوجية والكيميائية، الكتيبة الكيميائية 69
- المقر الرئيسي، كتيبة المهندسين 16
- مفرزة مراقبة طويلة المدى، كتيبة الاستخبارات العسكرية 501[12]

## لواء الطيران من الفرقة المدرعة الأولى
تميزت القيادة الرئيسية للواء الطيران من فرقة المدرعة الأولى بالعمل ضد عدو مسلح أثناء عملية عاصفة الصحراء في الفترة من 23 إلى 28 فبراير 1991. قام اللواء بعمليات قتالية للتثبت من عمليات العدو على طول منطقة الشعبة. قامت طائرات اللواء بعمليات جوية متواصلة مع تحرك الشعبة للاشتباك بالعراق. استخدمت مروحيات هجومية مرارا وتكرارا ضد عناصر مدرعة عراقية من القوات البرية للشعبة. اشتبك اللواء لمدة تسع وثلاثين ساعة متتالية من العمليات القتالية المستمرة وتناوب على المعارك الداخلية والخارجية. بسبب اندماجهم في معركة الشعبة الوثيقة تم ضمان تدمير شعبتي المدينة وعدنان. واصلت المروحيات الهجومية التدمير المستمر للشعبة واشتغلت على الأهداف وسرعان ما حولت تركيزها وقوتها القتالية إلى السيناريو المطلوب. بدأت معركة اللواء الأخيرة عندما سعت الشعبة إلى الانسحاب من منطقتها إلى الحدود الكويتية قبل الوقف الوشيك لإطلاق النار. أكمل اللواء عملياته القتالية دون أن يعاني من فقدان أي طائرة أو مركبة أو أفراد. من خلال خبرتهم ومثابرتهم وشجاعتهم فإن لواء الطيران من الفرقة المدرعة الأولى عكس إجراءات الائتمان الكبيرة على أنفسهم وجيش الولايات المتحدة.

## وحدات لواء الطيران من الفرقة المدرعة الأولى
- الرئيسي: لواء الطيران، الفرقة المدرعة 1
- الكتيبة الثانية، الطيران الأول
- الكتيبة الثالثة، الطيران الأول
- المجموعة الأولى، الطيران الأول[13]

## وصلات خارجية
- تاريخ اللواء الثاني، الفرقة المدرعة الأولى «اللواء الحديدي» على GlobalSecurity.org
- https://www.youtube.com/watch?v=73yDXCSdW8k
- Scales، Robert H. (1993). Certain Victory: The U.S. Army in the Gulf War (PDF). Fort Leavenworth: U.S. Army Command and General Staff College Press. OCLC:78302979. مؤرشف من الأصل (PDF) في 2017-02-15. اطلع عليه بتاريخ 2014-12-26.